# Verbo ausiliare
Un verbo ausiliare (dal latino verbum auxiliare) è un verbo utilizzato in combinazione ad un altro per dare un particolare significato della forma verbale. Questo è evidente, in italiano, nella formazione di tempi composti come il passato prossimo o il trapassato prossimo:
- ho fatto
- ero andato.

Si tratta delle forme dei verbi fare ed andare; questi sono coniugati con l'ausilio dei verbi avere (ho fatto) ed essere (ero andato).

## Generalità
Tra verbi ausiliari e non ausiliari non esiste una netta demarcazione. Esistono infatti forme di transizione ed in quanto segue, si riportano alcuni esempi:
- In portoghese si utilizza il verbo ter (tenere) nella forma attiva dei tempi composti (per esempio tenho ido = sono andato). Si tratta dunque di un ausiliare a tutti gli effetti.
- Il verbo werden nella lingua tedesca è ampiamente usato per la formazione del condizionale, del futuro e del passivo: si tratta di un ausiliare nel senso stretto della parola.
- In inglese, alcune costruzioni rette da verbi come go to e be used to servono alla formazione di alcune perifrasi speciali e quindi i verbi vengono considerati come quasi-ausiliari: I'm going to write this letter (sto per scrivere questa lettera); I'm not used to doing so (non uso fare così).
- In francese, il primo verbo faire in faire faire quelque chose (far fare qualcosa) è considerato come semi-ausiliare[1]

## Essereoavere?
Diverse lingue come lo spagnolo, l'inglese o il napoletano preferiscono utilizzare soltanto il verbo avere per la formazione dei tempi composti simili al passato prossimo.
Essenzialmente sono considerati come ausiliari in italiano  i verbi essere ed avere. Il primo è usato anche per la costruzione del passivo (la torta è stata mangiata) e per la formazione dei tempi composti al riflessivo (mi sono alzato).
La scelta dell'ausiliare tra avere ed essere per la formazione della forma attiva dei tempi composti italiani è una questione ampiamente discussa nella grammatica dell'italiano. Se la grammatica tradizionale ha potuto spiegare in maniera convincente che un verbo transitivo è coniugato con avere, la questione della scelta dell'ausiliare per i verbi intransitivi è controversa, il che ha portato alcuni grammatici a stilare delle liste con la relativa indicazione dell'ausiliare da scegliere: io ho camminato, ma io sono partito (vedi sezione collegamenti esterni).
Lo stesso dilemma si pone nella grammatica del tedesco e del francese, che come l'italiano utilizzano essere o avere per la formazione del passato composto (mentre lo spagnolo e l'inglese, appunto, utilizzano un unico ausiliare). La scelta tra i due verbi segue criteri molto simili in italiano, francese e tedesco, laddove nel caso dei verbi di movimento si tende a preferire essere. In un confronto con il francese e il tedesco,  l'italiano si distingue per un uso più generoso di quest'ultimo ausiliare; si riportano qui alcuni verbi tra i più frequenti: Il viaggio è durato cinque giorni; il volo è costato troppo; i soldi sono bastati;  mi sei mancata; l'albergo mi è piaciuto.

### Passivo e ausiliari in italiano
Essere e avere non sono gli unici verbi usati come ausiliari della lingua italiana. È utilizzato anche il verbo venire al posto di essere nella forma passiva dei tempi semplici, per esempio viene chiamato al posto di è chiamato. Il verbo andare, combinato al passivo, indica una necessità: il direttore va chiamato equivale a il direttore deve essere chiamato.

### Ausiliare coi verbi servili
Qualche perplessità può nascere nella scelta dell'ausiliare coi verbi servili (ma più in generale in tutti i casi verbi che reggano direttamente un infinito) nella composizione dei tempi composti; in generale è consigliato usare l'ausiliare proprio del verbo retto (negli esempi sottolineato), ma sviscerando la casistica emerge un quadro normativo decisamente più complesso e allo stesso tempo più elastico di quanto non sembri:
- Se il verbo retto è essere, l'ausiliare prescritto dalle grammatiche maggiori e dall'Accademia della Crusca[2] è sempre avere: ha voluto essere (va però segnalato che alcune grammatiche minori e scolastiche ammettono pure l'ausiliare essere).
- Se il verbo retto è un transitivo non pronominale (vedi sotto), l'ausiliare è sempre avere (avrebbe voluto amare) anche con la diatesi passiva (avrebbe voluto essere amato).
- Se il verbo retto è un intransitivo non pronominale, l'ausiliare è quello richiesto dal verbo retto (ho potuto parlare; sono potuto entrare), ma l'ausiliare essere, se non preceduto da un pronome atono, può essere sostituito da avere  (ho potuto entrare) (in questi casi, anticamente, l'ausiliare avere era utilizzato per porre l'accento sull'aspetto modale del verbo servile; essere, invece, sul senso proprio del verbo retto; oggi, però, tali sfumature non sono più avvertite). Se però il verbo può essere usato sia come transitivo che come intransitivo con differenze di significato, anche lievi, l'ausiliare sarà per forza sempre avere nel primo caso, essere nel secondo.
- Nei casi precedenti, se il verbo non pronominale è accompagnato da pronome atono:
  - se il pronome è proclitico (anteposto al servile), l'ausiliare è quello richiesto dal verbo retto (lo avrebbe voluto amare; gli ho potuto parlare; ci sono potuto entrare)
  - se il pronome è enclitico (unito all'infinito), quando l'ausiliare è essere può essere sostituito da avere (sono potuto entrarci; ho potuto entrarci).
- Quando il verbo è pronominale:
  - se il pronome è proclitico, l'ausiliare è sempre essere (si sarebbero potuti amare)
  - se il pronome è enclitico, l'ausiliare è sempre avere (avrebbero potuto amarsi)